# Svaljava
Svaljava (ukrajinsky a rusínsky Свалява; maďarsky Szolyva, slovensky Svaľava, česky Svalava) je město ležící v Zakarpatské oblasti Ukrajiny. Je součástí okresu Mukačevo, do července 2020 bylo sídlem okresu Svaljava. Město je sídlem svaljavské městské komunity (ukrajinsky Свалявська міська громада). Částí města Svaljava je Dračyno. V roce 2025 žilo ve Svaljavě 16 871 obyvatel; v celém městě pak 17 797 obvatel.
Den 21. září se slaví každoročně jako tzv. "den města".

## Geografie

### Poloha
Město se nachází v centrální části Zakarpatské oblasti v údolí řeky Latorica pod pohořím zvané Poloniny. Nachází se přibližně 23 km severovýchodně od okresního města Mukačevo a přibližně 50 km od oblastního města Užhorodu. Město také sousedí s obcemi Černyk, Nelipyno, Holubyne a Dračyno.

### Přířodní poměry
Město leží v údolí řeky Latorica, resp. na ústí říčky Svaljavka do Latorice. Je obklopeno různými vrchy, jejichž nadmořská výška se pohybuje okolo 600–700 m n. m., a které jsou pokryté hustými lesy.
V centru města se nachází dub starý přes 500 let.

## Název
Název města je slovanského původu a vznikl podle označení pro sůl. Je tak dochován hlavně v maďarské podobě názvu (Szolyva), v ostatních slovanských jazycích se postupně vyvinul do jiné podoby. V němčině se historicky objevuje také název Schwallbach.

## Historie
První písemná zmínka o městě se objevuje na počátku 12. století, tehdy bylo sídlo ve vlastnictví uherského šlechtického rodu. Roku 1263 je doložen název sídla v podobě Zoloa. Město se rozvinulo nejspíše na přirozeně vzniklé obchodní stezce z Uher do Haliče. Vařením místní minerální vody s vysokým obsahem soli se zde sůl také vyráběla. Od 13. století bylo součástí berehovské farnosti.
Začátkem 18. století se místní obyvatelstvo zapojilo do Rakócziho povstání. Svaljava se později dostala do vlastnictví šlechtického rodu Schönbornů. V 90. letech 18. století se město stalo významným hospodářským centrem regionu, byl zprovozněn lihovar a postavena úzkorozchodná železnice. Město obdrželo povolení na pořádání trhů (1798), na kterých se prodávaly převážně proutěné výrobky a keramika. Byla zahájena výstavby silnic a mostů. V roce 1834 zde žilo okolo pěti set lidí.
V roce 1881 byla přes Svaljavu postavena železniční trať ve směru Vídeň–Lvov. Tento čin dal impuls k vývozu zdejší minerální vody po rakouských zemích, což vedlo k vybudování sklárny na výrobu láhví. Vzniklo také překladiště na sušení dřeva. Až do roku 1918 bylo město sídlem vlastního okresu (maďarsky Szolvyai járás). Bylo součástí župy Bereg.

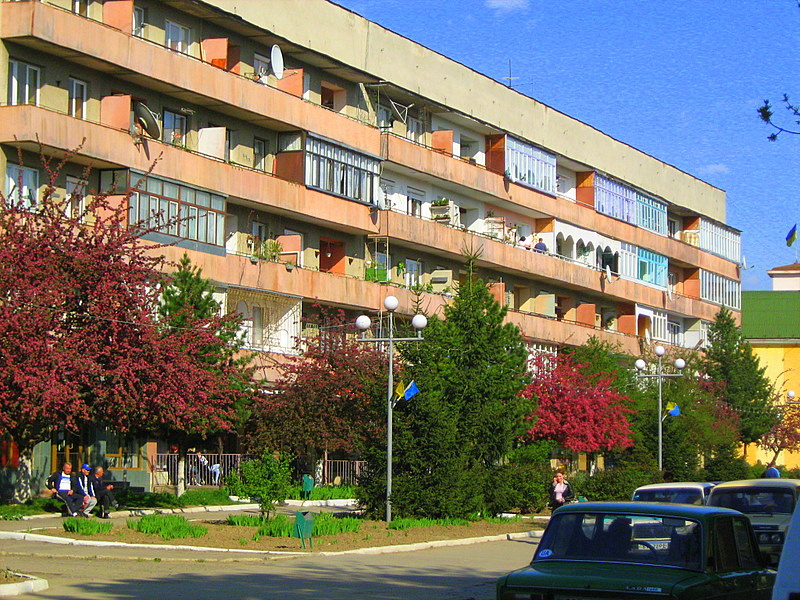
Dům ve městě.

V roce 1910 bylo v posledním sčítání lidu, které bylo uskutečněno za Rakousko-Uherska, ve Svaljavě 3802 obyvatel, z toho 1698 Rusínů, 1115 Němců, 735 Maďarů a 195 Slováků.
Po rozpadu Rakouska-Uherska , téměř rok po skončení 1. světové války (11. 11. 1918), se v roce 1919 Podkarpatská Rus tím i Svaljava připojily k Československu. Zatímco v roce 1920 žilo ve městě 4,4 tisíce obyvatel, v roce 1939 to bylo již sedm tisíc obyvatel. Během první československé republiky se zde rozvíjel chemický průmysl. Bylo zde gymnázium a od roku 1921 i odborná škola. Slibný vývoj ukončila maďarská anexe a druhá světová válka.
Před příchodem Rudé armády nechala německá a maďarská vojska strhnout všechny mosty a dále zničila místní nádraží. Jednotky Rudé armády dosáhly Svaljavy dne 24. října 1944.
Roku 1945 na základě zfalšovaného[zdroj?] referenda které organizoval SSSR pod dohledem sovětských vojsk, byla Podkarpatská Rus spolu s městem Svaljava připojeny k Ukrajinské SSR. Po skončení druhé světové války Rudá armáda v blízkosti města vybudovala koncentrační tábor, ve kterém byla vězněná převážně maďarská a německá menšina. Dnes se na jeho místě nachází památník v podobě rozlehlého parku.
Po skončení války se stala oficiálně sídlem městského typu a práva města získala Svaljava roku 1957. V 50. letech zde vzniklo kino, které neslo název Tarase Ševčenka (později zaniklo, dnes se zde nachází restaurace Evropa). V 60. letech 20. století zde žilo 10,1 tisíce obyvatel. V této době zde také byl postaven Palác kultury se sochou Ivana Franka. Vznikla zde i organizace pro kulturní aktivity maďarské národnostní menšiny. Rozvíjela se zde sklářská výroba.
Od roku 1991 je město součástí nezávislé Ukrajiny. Roku 1994 zde byl dokončen památník obětem Stalinových represí (z období po připojení bývalé Podkarpatské Rusi k SSSR).
V souvislosti s ruskou invazí na Ukrajinu v roce 2022 sem byl přemístěn dětský tábor Artěk.

## Ekonomika
V okolí je stáčena minerální voda. Zastoupen je zde také potravinářský průmysl. Díky procházející železniční trati se většina místních provozů rozvíjela v její blízkosti. To je případ bývalého závodu Lesokombinátu (ukrajinsky Лісокомбінат), který nicméně po rozpadu SSSR zanikl a jeho objekty byly postupně ničeny zubem času.

## Církevní stavby

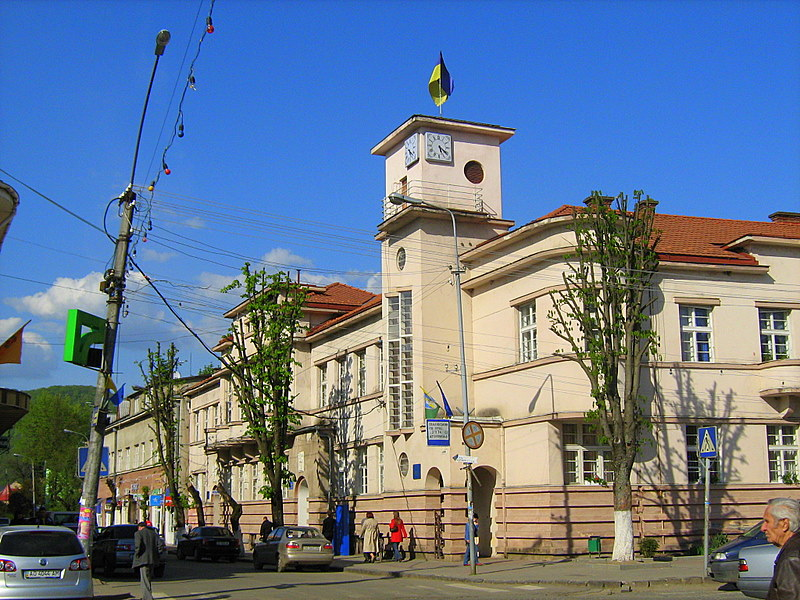
Administrativní budova ve Svaljavě.

Místní řeckokatolický kostel pochází z roku 1758. Dřevěný kostel sv. Michaela vznikl v 16. století a je ukázou tzv. lemkovské architektury. Další pravoslavné kostely zde vznikly v 19. století, v první polovině století dvacátého a třetí potom byl vysvěcen v roce 2010.
Svaljavský Cyrilo-Metodějský ženský klášter (monastýr), postavený v 90. letech 20. století, je blízko Dračyna.

## Doprava
Nachází se zde stanice na hlavní železniční trati Lvov – Stryj – Čop, která spojuje Zakarpatskou oblast se zbytkem Ukrajiny. V obci stojí jediné nádraží.
Pochází tudy také silnice z Mukačeva k Voloveckému sedlu (M-06), která je součástí evropské silnice E50. Samotný střed města obchází po obchvatu, který vede severně od středu Svaljavy.

## Školství
Ve městě stojí internátní škola, několik základních škol a gymnázium.

## Zdravotnictví
Svaljava má vlastní nemocnici, které během války v letech 2022–2023 pomáhaly také humanitární dodávky z Česka.

## Rodáci
- Viktor Borodovčák, slovenský historik
- Andrej Karabeleš (1906–1964), básník, spisovatel a pedagog
- Bertalan Mág, maďarský spisovatel
- Eva Neumann, britská přeživší holocaustu
- Jevhen Stankovyč, hudební skladatel (* 1945)
- Jurij Venelin (1802–1839), historik a publicista, jeden ze zakladatelů slavistiky

## Partnerská města
- Stará Ľubovňa (Slovensko)
- Veľké Kapušany (Slovensko)
- Židlochovice (Česko)
- Polaniec (Polsko)
- Ďarmoty (Maďarsko)